# Ричленд (округ Раск, Вісконсин)
Ричленд (англ. Richland) — місто (англ. town) в США, в окрузі Раск штату Вісконсин. Населення — 197 осіб (2020).

## Демографія
Згідно з переписом 2010 року, у місті мешкали 232 особи в 94 домогосподарствах у складі 65 родин. Було 193 помешкання
Расовий склад населення:
| - 99,1 % — білих |

До двох чи більше рас належало 0,9 %. Частка іспаномовних становила 1,7 % від усіх жителів.
За віковим діапазоном населення розподілялося таким чином: 24,1 % — особи молодші 18 років, 56,1 % — особи у віці 18—64 років, 19,8 % — особи у віці 65 років та старші. Медіана віку мешканця становила 46,7 року. На 100 осіб жіночої статі у місті припадало 107,1 чоловіків;  на 100 жінок у віці від 18 років та старших — 107,1 чоловіків також старших 18 років.
Середній дохід на одне домашнє господарство  становив 50 970 доларів США (медіана — 46 250), а середній дохід на одну сім'ю — 52 878 доларів (медіана — 43 750). Медіана доходів становила 34 375 доларів для чоловіків та 29 306 доларів для жінок. За межею бідності перебувало 25,5 % осіб, у тому числі 71,7 % дітей у віці до 18 років та 15,9 % осіб у віці 65 років та старших.
Цивільне працевлаштоване населення становило 108 осіб. Основні галузі зайнятості: виробництво — 38,0 %, освіта, охорона здоров'я та соціальна допомога — 15,7 %, сільське господарство, лісництво, риболовля — 15,7 %.